# СССР на летних Олимпийских играх 1960
Команду СССР, выступившую на летних Олимпийских играх 1960 года, составили 283 спортсмена из 53 городов и населённых пунктов всех 15 союзных республик. Представители сборной Советского Союза участвовали во всех видах олимпийской программы, кроме футбола (команда СССР выбыла в отборочных матчах) и хоккея на траве. Спортсмены завоевали 103 медали (43 золотые, 29 серебряных и 31 бронзовую), набрав 682,5 очков в неофициальном командном зачёте и оторвавшись на 219 очков от команды США (463,5 очков), занявшей второе место. Сборная СССР завоевала медали в 16 видах спорта, из них в 12 видах — золотые.
Впервые в истории советской сборной были завоеваны медали в велоспорте, прыжках в воду и конном спорте, в том числе первые в истории золотые медали — в велоспорте, парусном спорте, фехтовании, конном спорте. Хорошо выступили легкоатлеты (11 золотых медалей), гимнасты (10 золотых наград), тяжелоатлеты (5 золотых), гребцы байдарочники-каноисты и академисты, стрелки, борцы. Мужская команда по баскетболу на третьих играх подряд выиграла серебро, а ватерполисты улучшили свой Мельбурнский результат, поднявшись на вторую ступень олимпийского пьедестала.

## Медалисты
| Медаль  | Спортсмен | Вид спорта                  | Дисциплина                                                        |
| ------- | --- | --------------------------- | ----------------------------------------------------------------- |
| Золото  | Олег Григорьев | Бокс                        | Мужчины, легчайший вес                                            |
| Золото  | Олег Караваев | Борьба греко-римская        | Мужчины, полулёгкий вес                                           |
| Золото  | Автандил Коридзе | Борьба греко-римская        | Мужчины, 1-й полусредний вес                                      |
| Золото  | Иван Богдан | Борьба греко-римская        | Мужчины, тяжёлый вес                                              |
| Золото  | Виктор Капитонов | Велоспорт                   | Мужчины, шоссейная групповая гонка, 175,38 км                     |
| Золото  | Борис Шахлин | Спортивная гимнастика       | Мужчины, многоборье, личный зачёт                                 |
| Золото  | Борис Шахлин | Спортивная гимнастика       | Мужчины, брусья                                                   |
| Золото  | Борис Шахлин | Спортивная гимнастика       | Мужчины, конь                                                     |
| Золото  | Борис Шахлин | Спортивная гимнастика       | Мужчины, опорный прыжок                                           |
| Золото  | Альберт Азарян | Спортивная гимнастика       | Мужчины, кольца                                                   |
| Золото  | Лариса Латынина Софья Муратова Полина Астахова Маргарита Николаева Лидия Иванова-Калинина Тамара Люхина                                                                                        | Спортивная гимнастика       | Женщины, многоборье, командный зачёт                              |
| Золото  | Лариса Латынина | Спортивная гимнастика       | Женщины, многоборье, личный зачёт                                 |
| Золото  | Маргарита Николаева | Спортивная гимнастика       | Женщины, опорный прыжок                                           |
| Золото  | Полина Астахова | Спортивная гимнастика       | Женщины, брусья                                                   |
| Золото  | Лариса Латынина | Спортивная гимнастика       | Женщины, вольные упражнения                                       |
| Золото  | Вячеслав Иванов | Академическая гребля        | Мужчины, одиночка                                                 |
| Золото  | Валентин Борейко Олег Голованов | Академическая гребля        | Мужчины, двойка распашная без рулевого                            |
| Золото  | Леонид Гейштор Сергей Макаренко | Гребля на байдарках и каноэ | Мужчины, каноэ-двойка, 1000 м                                     |
| Золото  | Антонина Середина | Гребля на байдарках и каноэ | Женщины, байдарка-одиночка, 500 м                                 |
| Золото  | Антонина Середина Мария Шубина | Гребля на байдарках и каноэ | Женщины, байдарка-двойка, 500 м                                   |
| Золото  | Сергей Филатов | Конный спорт                | Мужчины, выездка                                                  |
| Золото  | Пётр Болотников | Лёгкая атлетика             | Мужчины, бег 10000 м                                              |
| Золото  | Владимир Голубничий | Лёгкая атлетика             | Мужчины, ходьба 20 км                                             |
| Золото  | Роберт Шавлакадзе | Лёгкая атлетика             | Мужчины, прыжки в высоту                                          |
| Золото  | Василий Руденков | Лёгкая атлетика             | Мужчины, метание молота                                           |
| Золото  | Виктор Цыбуленко | Лёгкая атлетика             | Мужчины, метание копья                                            |
| Золото  | Людмила Лысенко | Лёгкая атлетика             | Женщины, бег 800 м                                                |
| Золото  | Ирина Пресс | Лёгкая атлетика             | Женщины, бег 80 м с барьерами                                     |
| Золото  | Вера Крепкина | Лёгкая атлетика             | Женщины, прыжки в длину                                           |
| Золото  | Тамара Пресс | Лёгкая атлетика             | Женщины, толкание ядра                                            |
| Золото  | Нина Пономарёва | Лёгкая атлетика             | Женщины, метание диска                                            |
| Золото  | Эльвира Озолиня | Лёгкая атлетика             | Женщины, метание копья                                            |
| Золото  | Тимир Пинегин Фёдор Шутков | Парусный спорт              | Мужчины, класс «Звёздный»                                         |
| Золото  | Виктор Шамбуркин | Стрельба                    | Мужчины, малокалиберная винтовка, 50 м, 3х40                      |
| Золото  | Алексей Гущин | Стрельба                    | Мужчины, малокалиберный пистолет, 50 м, 60 выстрелов              |
| Золото  | Евгений Минаев | Тяжёлая атлетика            | Мужчины, полулёгкий вес                                           |
| Золото  | Виктор Бушуев | Тяжёлая атлетика            | Мужчины, лёгкий вес                                               |
| Золото  | Александр Курынов | Тяжёлая атлетика            | Мужчины, полусредний вес                                          |
| Золото  | Аркадий Воробьёв | Тяжёлая атлетика            | Мужчины, полутяжёлый вес                                          |
| Золото  | Юрий Власов | Тяжёлая атлетика            | Мужчины, тяжёлый вес                                              |
| Золото  | Виктор Жданович | Фехтование                  | Мужчины, рапира, личный зачёт                                     |
| Золото  | Виктор Жданович Марк Мидлер Юрий Рудов Юрий Сисикин Герман Свешников | Фехтование                  | Мужчины, рапира, командный зачёт                                  |
| Золото  | Валентина Растворова Галина Горохова Александра Забелина Валентина Прудскова Татьяна Петренко Людмила Шишова                                                                                   | Фехтование                  | Женщины, рапира, командный зачёт                                  |
| Серебро | Юрий Корнеев Янис Круминьш Гурам Минашвили Валдис Муйжниекс Цезарь Озер Александр Петров Михаил Семенов Владимир Угрехелидзе Майгонис Валдманис Альберт Вальтин Геннадий Вольнов Виктор Зубков | Баскетбол                   | Мужчины                                                           |
| Серебро | Сергей Сивко | Бокс                        | Мужчины, наилегчайший вес                                         |
| Серебро | Юрий Радоняк | Бокс                        | Мужчины, лёгкий вес                                               |
| Серебро | Владимир Синявский | Борьба вольная              | Мужчины, 1-й полусредний вес                                      |
| Серебро | Георгий Схиртладзе | Борьба вольная              | Мужчины, средний вес                                              |
| Серебро | Виктор Агеев Лери Гоголадзе Борис Гойхман Юрий Григоровский Анатолий Карташов Вячеслав Куренной Владимир Новиков Петр Мшвениерадзе Евгений Сальцын Владимир Семёнов Гиви Чиквания              | Водное поло                 | Мужчины                                                           |
| Серебро | Борис Шахлин Юрий Титов Альберт Азарян Владимир Портной Николай Милигуло Валерий Кердемилиди                                                                                                   | Спортивная гимнастика       | Мужчины, многоборье, командный зачёт                              |
| Серебро | Юрий Титов | Спортивная гимнастика       | Мужчины, вольные упражнения                                       |
| Серебро | Борис Шахлин | Спортивная гимнастика       | Мужчины, кольца                                                   |
| Серебро | Софья Муратова | Спортивная гимнастика       | Женщины, многоборье, личный зачёт                                 |
| Серебро | Софья Муратова | Спортивная гимнастика       | Женщины, опорный прыжок                                           |
| Серебро | Лариса Латынина | Спортивная гимнастика       | Женщины, бревно                                                   |
| Серебро | Лариса Латынина | Спортивная гимнастика       | Женщины, брусья                                                   |
| Серебро | Полина Астахова | Спортивная гимнастика       | Женщины, вольные упражнения                                       |
| Серебро | Александр Беркутов Юрий Тюкалов | Академическая гребля        | Мужчины, двойка парная                                            |
| Серебро | Антанас Богданавичюс Зигмас Юкна Игорь Рудаков | Академическая гребля        | Мужчины, двойка распашная с рулевым                               |
| Серебро | Александр Силаев | Гребля на байдарках и каноэ | Мужчины, каноэ-одиночка, 1000 м                                   |
| Серебро | Гусман Косанов Леонид Бартенев Юрий Коновалов Эдвин Озолин | Лёгкая атлетика             | Мужчины, эстафетный бег 4х100 м                                   |
| Серебро | Николай Соколов | Лёгкая атлетика             | Мужчины, бег 3000 м с препятствиями                               |
| Серебро | Валерий Брумель | Лёгкая атлетика             | Мужчины, прыжки в высоту                                          |
| Серебро | Владимир Горяев | Лёгкая атлетика             | Мужчины, тройной прыжок                                           |
| Серебро | Тамара Пресс | Лёгкая атлетика             | Женщины, метание диска                                            |
| Серебро | Александр Чучелов | Парусный спорт              | Мужчины, класс «Финн»                                             |
| Серебро | Игорь Новиков Николай Татаринов Хану Сельг | Современное пятиборье       | Мужчины, командный зачёт                                          |
| Серебро | Марат Ниязов | Стрельба                    | Мужчины, малокалиберная винтовка, 50 м, 3х40                      |
| Серебро | Махмуд Умаров | Стрельба                    | Мужчины, малокалиберный пистолет, 50 м, 60 выстрелов              |
| Серебро | Трофим Ломакин | Тяжёлая атлетика            | Мужчины, полутяжёлый вес                                          |
| Серебро | Юрий Сисикин | Фехтование                  | Мужчины, рапира, личный зачёт                                     |
| Серебро | Валентина Растворова | Фехтование                  | Женщины, рапира, личный зачёт                                     |
| Бронза  | Борис Лагутин | Бокс                        | Мужчины, 1-й средний вес                                          |
| Бронза  | Евгений Феофанов | Бокс                        | Мужчины, 2-й средний вес                                          |
| Бронза  | Владимир Рубашвили | Борьба вольная              | Мужчины, лёгкий вес                                               |
| Бронза  | Анатолий Албул | Борьба вольная              | Мужчины, полутяжёлый вес                                          |
| Бронза  | Савкудз Дзарасов | Борьба вольная              | Мужчины, тяжёлый вес                                              |
| Бронза  | Константин Вырупаев | Борьба греко-римская        | Мужчины, лёгкий вес                                               |
| Бронза  | Гиви Картозия | Борьба греко-римская        | Мужчины, полутяжёлый вес                                          |
| Бронза  | Ростислав Варгашкин | Велоспорт                   | Мужчины, гит с места, 1000 м                                      |
| Бронза  | Борис Васильев Владимир Леонов | Велоспорт                   | Мужчины, гонка на тандемах, 2000 м                                |
| Бронза  | Станислав Москвин Виктор Романов Леонид Колумбет Арнольд Бельгардт | Велоспорт                   | Мужчины, гонка преследования, 4000 м                              |
| Бронза  | Виктор Капитонов Евгений Клевцов Юрий Мелихов Алексей Петров | Велоспорт                   | Мужчины, шоссейная командная гонка, 100 км                        |
| Бронза  | Юрий Титов | Спортивная гимнастика       | Мужчины, многоборье, личный зачёт                                 |
| Бронза  | Борис Шахлин | Спортивная гимнастика       | Мужчины, перекладина                                              |
| Бронза  | Владимир Портной | Спортивная гимнастика       | Мужчины, опорный прыжок                                           |
| Бронза  | Полина Астахова | Спортивная гимнастика       | Женщины, многоборье, личный зачёт                                 |
| Бронза  | Лариса Латынина | Спортивная гимнастика       | Женщины, опорный прыжок                                           |
| Бронза  | Софья Муратова | Спортивная гимнастика       | Женщины, бревно                                                   |
| Бронза  | Тамара Люхина | Спортивная гимнастика       | Женщины, брусья                                                   |
| Бронза  | Тамара Люхина | Спортивная гимнастика       | Женщины, вольные упражнения                                       |
| Бронза  | Игорь Ахремчик Юрий Бачуров Валентин Морковкин Анатолий Тарабрин | Академическая гребля        | Мужчины, четверка распашная без рулевого                          |
| Бронза  | Семён Ржищин | Лёгкая атлетика             | Мужчины, бег 3000 м с препятствиями                               |
| Бронза  | Игорь Тер-Ованесян | Лёгкая атлетика             | Мужчины, прыжки в длину                                           |
| Бронза  | Витольд Креер | Лёгкая атлетика             | Мужчины, тройной прыжок                                           |
| Бронза  | Василий Кузнецов | Лёгкая атлетика             | Мужчины, десятиборье                                              |
| Бронза  | Бируте Каледене | Лёгкая атлетика             | Женщины, метание копья                                            |
| Бронза  | Нинель Крутова | Прыжки в воду               | Женщины, прыжки с вышки                                           |
| Бронза  | Василий Борисов | Стрельба                    | Мужчины, винтовка произвольного образца, 300 м, 3х40              |
| Бронза  | Александр Забелин | Стрельба                    | Мужчины, малокалиберный самозарядный пистолет, 25 м, 60 выстрелов |
| Бронза  | Сергей Калинин | Стрельба                    | Мужчины, траншейный стенд                                         |
| Бронза  | Бруно Хабаров | Фехтование                  | Мужчины, шпага, личный зачёт                                      |
| Бронза  | Бруно Хабаров Валентин Черников Гурам Костава Арнольд Чернушевич Александр Павловский | Фехтование                  | Мужчины, шпага, командный зачёт                                   |

### Медали по видам спорта
| Спорт                       | Золото | Серебро | Бронза | Всего |
| --------------------------- | ------ | ------- | ------ | ----- |
| Лёгкая атлетика             | 11     | 5       | 5      | 21    |
| Спортивная гимнастика       | 10     | 8       | 8      | 26    |
| Тяжёлая атлетика            | 5      | 1       | 0      | 6     |
| Борьба                      | 3      | 2       | 5      | 10    |
| Фехтование                  | 3      | 2       | 2      | 7     |
| Гребля на байдарках и каноэ | 3      | 1       | 0      | 4     |
| Стрельба                    | 2      | 2       | 3      | 7     |
| Академическая гребля        | 2      | 2       | 1      | 5     |
| Бокс                        | 1      | 2       | 2      | 5     |
| Парусный спорт              | 1      | 1       | 0      | 2     |
| Велоспорт                   | 1      | 0       | 4      | 5     |
| Конный спорт                | 1      | 0       | 0      | 1     |
| Баскетбол                   | 0      | 1       | 0      | 1     |
| Водное поло                 | 0      | 1       | 0      | 1     |
| Современное пятиборье       | 0      | 1       | 0      | 1     |
| Прыжки в воду               | 0      | 0       | 1      | 1     |

## Результаты соревнований

### Академическая гребля
В следующий раунд из каждого заезда проходили несколько лучших экипажей (в зависимости от дисциплины). В финал A выходили 6 сильнейших экипажей.
Мужчины
Действующий олимпийский чемпион из СССР Вячеслав Иванов смог защитить свой титул и стал вторым в истории гребцом-одиночником, кому удалось стать двукратным олимпийским чемпионом. На 500-метровой отметке финального заезда Иванов, который в отсутствии своего основного соперника Стюарта Маккензи считался основным фаворитом соревнований, занимал третью позицию, отставая от немца Ахима Хилля на 2 секунды. Однако уже к середине дистанции Иванов догнал своих конкурентов и вышел вперёд, совсем немного опережая новозеландского гребца. За 500 метров до финиша Иванову удалось создать небольшой отрыв от соперников. Заключительный отрезок дистанции Иванов прошёл очень мощно, повысив количество с 30 до 44, и завершил дистанцию со временем 7:13,96, став двукратным олимпийским чемпионом. Как позднее заявлял сам Иванов: «Маккензи в Риме не выступал, а других соперников у меня не было — выиграл без борьбы».
| Соревнование | Спортсмены                      | Предварительный заезд | Предварительный заезд | Предварительный заезд | Отборочный заезд | Отборочный заезд | Отборочный заезд | Полуфинал     | Полуфинал     | Полуфинал     | Финал      | Финал |
| Соревнование | Спортсмены                      | Заезд                 | Время                 | Место                 | Заезд            | Время            | Место            | Заезд         | Время         | Место         | Время      | Место |
| ------------ | ------------------------------- | --------------------- | --------------------- | --------------------- | ---------------- | ---------------- | ---------------- | ------------- | ------------- | ------------- | ---------- | ----- |
| одиночки     | Вячеслав Иванов                 | 2                     | 7:22,20               | 1 Q                   | не участвовал    | не участвовал    | не участвовал    | не проводился | не проводился | не проводился | 7:13,96    | 1     |
| двойки       | Валентин Борейко Олег Голованов | 4                     | 7:02,88 OB            | 1 Q                   | не участвовали   | не участвовали   | не участвовали   | 2             | 7:31,00       | 2 Q           | 7:02,01 OB | 1     |

## Интересные факты
- Лучшим спортсменом римской Олимпиады был признан советский штангист Юрий Власов, который установил олимпийские рекорды в тяжёлом весе во всех трех движениях (при этом в толчке и многоборье рекорды были одновременно и мировыми), а также в сумме классического троеборья.
- Советские гимнастки с большим отрывом от соперниц завоевали командное золото, а в личном зачёте уступили лишь одну медаль — золото в упражнениях на бревне выиграла чехословацкая спортсменка Ева Босакова. Все остальные награды советские гимнастки разделили между собой.
- Среди мужчин абсолютным чемпионом по гимнастике стал Борис Шахлин, который один завоевал медалей больше, чем вся французская олимпийская делегация — четыре золотые, две серебряные и одну бронзовую.
- Первую для СССР медаль в велоспорте получил Виктор Капитонов.
- Первую для СССР золотую медаль в конном спорте выиграл Сергей Филатов.
- В фехтовании и женская, и мужская сборные рапиристов впервые на Олимпиадах одержали победы.
- Первую золотую олимпийскую медаль завоевали советские яхтсмены: Тимир Пинегин и Федор Шутков стали лучшими в классе «Звёздный».